# Conclave de mai 1605
Le conclave de mai 1605 se déroule à Rome, du 8 au 16 mai 1605, juste après la mort du pape Léon XI (au bout de 27 jours de pontificat) et aboutit à l'élection du cardinal Camillo Borghese qui devient le pape Paul V.

## Source
- (en) Cet article est partiellement ou en totalité issu de l’article de Wikipédia en anglais intitulé « Papal conclave, May 1605 » (voir la liste des auteurs).